# Aleochara fumata
Aleochara fumata är en skalbaggsart som beskrevs av Johann Ludwig Christian Gravenhorst 1802. Aleochara fumata ingår i släktet Aleochara och familjen kortvingar. Arten är reproducerande i Sverige. Inga underarter finns listade i Catalogue of Life.